# غفورآباد
غفورآباد یکی از روستاهای استان اردبیل است که در بخش مرکزی شهرستان خلخال واقع شده‌است.
زبان مردم این روستا کورمانجی می باشد.